# Paradise (film 2013)
Paradise  è un film del 2013 diretto da Diablo Cody.

## Trama
Un anno dopo essere sopravvissuta a un incidente aereo che l'ha lasciata con diverse ustioni su tutto il corpo, Lamb Mannerhelm, una ragazza di una piccola località del Montana, deve tenere un discorso nella chiesa che frequenta insieme ai suoi genitori. Nello stupore generale, la ragazza mette in dubbio l'esistenza di Dio maledicendolo per la situazione in cui si trova. Tornata a casa, raccoglie le sue cose e fugge verso Las Vegas con il desiderio di sperimentare tutto ciò che le era stato vietato dalla sua comunità ultra religiosa. 
A Las Vegas Lamb entra in un bar qualsiasi per bere il primo drink della sua vita e fa la conoscenza di William, un barista di origini inglesi e di Loray, una cantante e grande amica di William. Ai due svela il suo desiderio di lasciarsi andare alla vita notturna della Strip.